# Schendylops titicacaensis
Schendylops titicacaensis är en mångfotingart som först beskrevs av Kraus 1954.  Schendylops titicacaensis ingår i släktet Schendylops och familjen småjordkrypare.
Artens utbredningsområde är Peru. Inga underarter finns listade i Catalogue of Life.